# Salomona conspersa
Salomona conspersa är en insektsart som beskrevs av Carl Stål 1877. Salomona conspersa ingår i släktet Salomona och familjen vårtbitare. Inga underarter finns listade i Catalogue of Life.